# HIRO T'S AMUSIC MORNING
『HIRO T'S AMUSIC MORNING』（ヒロティーズ・アミュージック・モーニング）は、FM COCOLOで2013年4月1日から2019年9月30日まで毎週月 - 木曜日に放送されていたラジオ番組。番組タイトルには、DJを務めたヒロ寺平の愛称「HIRO T」に、関連会社のFM802で長らく放送されていた寺平の冠番組（『FRIDAY AMUSIC ISLANDS』および前身番組の『AMUSIC MORNING』（FM802）『AMUSIC MORNING 765』（FM COCOLO））を重ねていた。

## 概要
FM802で1989年6月1日の開局からおよそ24年にわたってDJを務めてきたヒロ寺平が、2013年3月で同局の番組を卒業したことを機に、同局が運営するFM COCOLOで担当していた番組。開始の直前までFM802で担当していた『HIRO T'S MORNING JAM』の終了時点と同じ時間帯（6:00 - 11:00）に放送枠を設定したほか、同番組に続いて「Over40」（40歳以上）のリスナーをメインターゲットに据えていた。
番組のキーワードは「SLOW LIFE with QUALITY」で、慌ただしい朝の時間に少しでも気持ちをくつろげるような上質な大人の音楽と、旬な映画・スポーツ・トレンド・行楽情報を届けていた。また、寺平自身が大の阪神タイガースファンであることから、プロ野球シーズン中の放送では阪神関連のコーナーも放送していた。
FM COCOLOが外国語放送を実施する放送局であるため、当番組では主に洋楽を放送していた。ただし、初回の放送では馬場俊英の新曲をいち早く紹介したほか、日本のアーティストの楽曲や「New Breeze」（『MORNING JAM』のライブイベント）の音源も流していた。
寺平は、番組のディレクター・ミキシングを兼ねたワンマンDJスタイルで、スタジオの副調整室から長時間の生放送を進行していた。『FRIDAY AMUSIC ISLANDS』『MORNING JAM』時代から続くスタイルで、当番組のスタジオも、『MORNING JAM』を放送していたスタジオと同じフロア（寺平曰く「8m70cmしか離れていない場所」）にあった。
しかし寺平は、2019年6月3日の放送中に、同年9月30日限りでラジオDJから引退することを発表。この発表に沿って、当番組も2019年9月30日（月曜日）放送分で幕を閉じた。
ちなみに最終回では、番組スポンサーの厚意で、レギュラーコーナー以外の時間帯を、洋楽・邦楽を問わず寺平による音楽鑑賞の経歴をたどる企画に充てていた。また、FM COCOLOでは、最終回の翌日（2019年10月1日＝火曜日）から、当番組の放送枠で『CIAO 765』（チャオ ナナロクゴ）を開始した。寺平と同じく、FM802のDJだった野村雅夫を、同局からの移籍扱いでDJに起用している。

## 番組フォーマット
|               | 月曜日                                                  | 火曜日                                                  | 水曜日                                                  | 木曜日                                                  |
| ------------- | ------------------------------------------------------- | ------------------------------------------------------- | ------------------------------------------------------- | ------------------------------------------------------- |
| 06:00:00      | TIME ANNOUNCEMENTS、1曲目のオンエア                     | TIME ANNOUNCEMENTS、1曲目のオンエア                     | TIME ANNOUNCEMENTS、1曲目のオンエア                     | TIME ANNOUNCEMENTS、1曲目のオンエア                     |
| 06:16         | HEADLINE NEWS                                           | HEADLINE NEWS                                           | HEADLINE NEWS                                           | HEADLINE NEWS                                           |
| 06:18         | WEATHER INFORMATION                                     | WEATHER INFORMATION                                     | WEATHER INFORMATION                                     | WEATHER INFORMATION                                     |
| 06:43         | TRAFFIC INFORMATION                                     | TRAFFIC INFORMATION                                     | TRAFFIC INFORMATION                                     | TRAFFIC INFORMATION                                     |
| 07:00         | 7時台オープニング、天気概況                             | 7時台オープニング、天気概況                             | 7時台オープニング、天気概況                             | SUNSTAR Happy Go Round                                  |
| 07:00 - 07:30 |                                                         |                                                         |                                                         | SUNSTAR Happy Go Round                                  |
| 07:30 - 07:40 | アサヒ軽金属 KANSAI CLIP                                | アサヒ軽金属 KANSAI CLIP                                | アサヒ軽金属 KANSAI CLIP                                | アサヒ軽金属 KANSAI CLIP                                |
| 07:40         | TRAFFIC INFORMATION                                     | TRAFFIC INFORMATION                                     | TRAFFIC INFORMATION                                     | TRAFFIC INFORMATION                                     |
| 07:57         | WHOLE EARTH INFORMATION                                 | WHOLE EARTH INFORMATION                                 | WHOLE EARTH INFORMATION                                 | WHOLE EARTH INFORMATION                                 |
| 08:00         | 8時台オープニング、誕生日のコーナー、誕生日の花と花言葉 | 8時台オープニング、誕生日のコーナー、誕生日の花と花言葉 | 8時台オープニング、誕生日のコーナー、誕生日の花と花言葉 | 8時台オープニング、誕生日のコーナー、誕生日の花と花言葉 |
| 08:00 - 08:10 | サラヤ Be Natural!                                      |                                                         |                                                         |                                                         |
| 08:16         | HEADLINE NEWS                                           | HEADLINE NEWS                                           | HEADLINE NEWS                                           | HEADLINE NEWS                                           |
| 08:18         | WEATHER INFORMATION                                     | WEATHER INFORMATION                                     | WEATHER INFORMATION                                     | WEATHER INFORMATION                                     |
| 08:43         | TRAFFIC INFORMATION                                     | TRAFFIC INFORMATION                                     | TRAFFIC INFORMATION                                     | TRAFFIC INFORMATION                                     |
| 09:00 - 09:15 | アサヒ軽金属 TODAYS' VIEW                               | アサヒ軽金属 TODAYS' VIEW                               | アサヒ軽金属 TODAYS' VIEW                               | アサヒ軽金属 TODAYS' VIEW                               |
| 09:16         | HEADLINE NEWS                                           | HEADLINE NEWS                                           | HEADLINE NEWS                                           | HEADLINE NEWS                                           |
| 09:18         | WEATHER INFORMATION                                     | WEATHER INFORMATION                                     | WEATHER INFORMATION                                     | WEATHER INFORMATION                                     |
| 09:20 - 09:25 | 赤い風船 温故地名                                       | 赤い風船 温故地名                                       | 赤い風船 温故地名                                       | 赤い風船 温故地名                                       |
| 09:40         | TRAFFIC INFORMATION                                     | TRAFFIC INFORMATION                                     | TRAFFIC INFORMATION                                     | TRAFFIC INFORMATION                                     |
| 10:00:00      | TIME ANNOUNCEMENTS                                      | TIME ANNOUNCEMENTS                                      | TIME ANNOUNCEMENTS                                      | TIME ANNOUNCEMENTS                                      |
| 10:16         | HEADLINE NEWS                                           | HEADLINE NEWS                                           | HEADLINE NEWS                                           | HEADLINE NEWS                                           |
| 10:18         | WEATHER INFORMATION                                     | WEATHER INFORMATION                                     | WEATHER INFORMATION                                     | WEATHER INFORMATION                                     |
| 10:50         | エンディング、マンスリーアーティストの楽曲オンエア      | エンディング、マンスリーアーティストの楽曲オンエア      | エンディング、マンスリーアーティストの楽曲オンエア      | エンディング、マンスリーアーティストの楽曲オンエア      |

## 主なコーナー
Happy Go Round
週末のイベント、お出かけ情報を紹介。コーナー後半では歯の健康にまつわる情報を提供する。『MORNING JAM』の木曜7時台に放送されたコーナーで、本番組開始とともに局をまたいで移動した。もともとは『FRIDAY MORNING JAM』で「SUNSTAR WEEKEND FUN」として放送されていた。
KANSAI CLIP
関西の今を切り取り、スポットやイベントを紹介する。『AMUSIC MORNING 765』から継続されたコーナー。
Be Natural!
健康に関する情報を提供する。コーナーの後半に「ダジャレでチャレンジ」があり、優秀なダジャレには寺平のサイン入りステッカーが進呈される。これは『MORNING JAM』の水曜日に同じくサラヤがスポンサーだったコーナー「Feel water みず曜日」から引き継がれたもの。
TODAYS' VIEW
ジャンルのスペシャリストと電話をつないで旬な話題を提供する。『AMUSIC MORNING 765』から継続されたコーナー。
- 月曜 - 本あれこれ
- 火曜 - 最新のトレンド
- 水曜 - 注目のスポーツ
- 木曜 - 注目の映画

温故地名
地名の由来、故事などエピソードを紹介。『AMUSIC MORNING 765』の火曜日に放送されていたコーナー。

### 不定期コーナー
From the Music Cellar
番組推薦のアルバム、過去の名盤、アーティスト特集。

## その他
- 当番組内ではTRAFFIC INFORMATIONのラストに「Safe Drive from Hiro T.」のジングルが入る。この文言は『MORNING JAM』と同じであるが、ナレーションは女声となっている。
- 『MORNING JAM』の最末期同様、10時台の後半は不定期でゲストコーナーに当てられている。2013年4月8日放送で、番組初のゲストのKANが登場した。
- 当番組ではTIME ANNOUNCEMENTS（時報）が番組開始の6時と番組中の10時（3月まで『PACIFIC OASIS』が10時スタートだった名残）の2回のみであるため、代わりに7時以降の正時に近い時間に独自のジングルを用意している（例・7時『Seven in the morning』、8時『Eight in the morning』、9時『Nine A.M.』）。しかし平成28年4月より7時、8時、9時にも時報が入るようになった。
- 初回は4月1日ということで、直後に放送される『PACIFIC OASIS』（4月からは11時スタート）のオープニングが10時の時報後に入るというエイプリルフールネタが成された。